# The Beatles: Get Back
The Beatles: Get Back és una sèrie documental de 2021 dirigida i produïda per Peter Jackson. Cobreix la creació de l'àlbum de 1970 Let It Be, que tenia el títol de treball de Get Back, i mostra material originalment capturat pel documental sobre l'àlbum que va fer Michael Lindsay-Hogg el 1970, també titulat Let It Be. Originalment concebuda com una pel·lícula, The Beatles: Get Back consisteix en tres episodis amb una durada entre dues i tres hores cadascun, resultant en un temps total de gairebé vuit hores de material. La sèrie és presentada per Walt Disney Studios en associació amb Apple Corps i WingNut Films.
Jackson va descriure The Beatles: Get Back com "un documental sobre un documental". S'ha descrit com una visió alternativa a les creences que la creació de Let It Be es va caracteritzar per les tensions entre els Beatles, mostrant un costat més optimista de la producció. Es va estrenar a Disney+ consecutivament els dies 25, 26 i 27 de novembre de 2021. La minisèrie va ser àmpliament elogiada pels crítics, que van destacar el mèrit històric de les imatges i la exhibició de les relacions internes de la banda, tot i que alguns van considerar que la duració n'era excessiva.

## Producció
Per la producció de The Beatles: Get Back es van emprar tècniques de restauració de pel·lícules desenvolupades per a They Shall Not Grow Old, el primer documental de Jackson. Seixanta hores de metratge i més de 150 hores d'àudio derivades del projecte original de Let It Be van ser posats a disposició de l'equip de Jackson. Referint-se a l'acritud que sempre s'ha dit que havia envoltat el projecte original de Get Back, Jackson va escriure en una declaració de premsa que "es va veure alleujat de descobrir que la realitat és molt diferent del mite ... És clar, hi ha moments de drama, però cap de les discòrdies amb les quals aquest projecte ha estat associat durant molt de temps."
Jackson va passar prop de quatre anys editant la sèrie. Es va crear amb la cooperació de Paul McCartney, Ringo Starr i les vídues de John Lennon (Yoko Ono) i George Harrison (Olivia Harrison), així com el supervisor de música Giles Martin (fill de George Martin i productor habitual de projectes Beatles). En una nota de premsa, McCartney va dir: "Em complau que Peter s'hagi ficat en els nostres arxius per fer una pel·lícula que mostra la veritat sobre els Beatles enregistrant junts", mentre que Starr se'n va fer ressò: "Hi havia hores i hores de nosaltres simplement rient i tocant música, no com la pel·lícula Let It Be que va sortir el 1970.. Hi havia molta alegria i crec que en Peter ho demostrarà."
Disney va ser persuadit pels cineastes per permetre la inclusió de renecs, amb avisos de discreció de l'espectador a l'inici de cada episodi. Segons Jackson: "Els Beatles són nois del nord, i diuen paraulotes lliurement però no de manera agressiva o sexual. Vam aconseguir que Disney acceptés fer-ho, la qual cosa crec que és la primera vegada per a un canal de Disney." Els episodis també contenen avisos de discreció de l'espectador per a ús del tabac.

## Contingut
La versió final cobreix 21 dies a l'estudi amb els Beatles mentre assagen per un proper àlbum, un concert i una pel·lícula, i el clímax amb el concert complet de la teulada de 42 minuts.» Jackson va descriure la sèrie com «un documental sobre un documental», així com un «més dur» que Let It Be, ja que inclou esdeveniments controvertits com la breu dimissió de Harrison de la banda, que la pel·lícula original no havia cobert. Amb l'excepció de preses específiques on no hi ha alternativa, la major part del material que havia aparegut a Let It Be no es va tornar a utilitzar a Get Back, i la sèrie va utilitzar principalment imatges capturades d'angles de càmera alternatius en el cas de seqüències compartides entre les dues obres. Segons Jackson, aquesta elecció es va fer per un desig de "no trepitjar per sobre les petjades de Let it Be perquè aquesta encara sigui una pel·lícula que tingui una raó per existir, i la nostra sèrie en serà un suplement".
Ben Sisario de The New York Times va emfatitzar les primeres escenes de la sèrie des de gener de 1969, amb McCartney creant la cançó "Get Back" "del no res" mentre esperava a Lennon que arribava tard. Segons Sisario, l'únic objectiu de Lennon en el projecte Get Back era "comunicar amb una audiència", McCartney va demanar a la banda una "mostra entusiasme pel projecte o abandonar-lo", Harrison va contemplar obertament "un divorci" (de la banda), mentre que la banda sencera estava incòmode per la presència d'Ono a les sessions, Harrison versiona a Bob Dylan, McCartney versiona "Strawberry Fields Forever" amb l'aprovació de Lennon, i McCartney defensa Ono mentre es lamenta pel trencament de la banda.

## Estrena

### Plataforma streaming
El projecte va ser anunciat el 30 de gener de 2019, el 50è aniversari del concert de la teulada dels Beatles. L'11 de març de 2020, The Walt Disney Studios va anunciar que havien adquirit els drets de distribució a tot el món del documental de Jackson, ara titulat The Beatles: Get Back. Inicialment s’anava a estrenar com una pel·lícula de Walt Disney Pictures pel Walt Disney Studios Motion Pictures el 4 de setembre de 2020 als Estats Units i Canadà, amb un llançament global a seguir. El 12 de juny de 2020, es va tornar a posposar al 27 d'agost de 2021 a causa de la pandèmia.
El 17 de juny de 2021, es va anunciar que The Beatles: Get Back es publicaria com una sèrie documental en tres parts de Disney+ en el cap de setmana d'acció de gràcies, amb cada episodi de més de dues hores de durada.. El 16 de novembre de 2021, McCartney va assistir a l'estrena britànica de The Beatles: Get Back.2020.

### Marketing
El 21 de desembre de 2020, un muntatge de cinc minuts, presentat per Jackson, es va estrenar a YouTube i Disney+.. El vídeo compta amb els membres de la banda ballant, rient, Lennon llegint un article de diari sobre la trobada de Harrison amb un fotògraf, així com Lennon i McCartney "cantant alegrement 'Two of Us’. Un clip d'un minut de la pel·lícula es va estrenar a YouTube el 12 de novembre, contenint una escena amb els Beatles treballant en la cançó "I've Got a Feeling".
El llançament va ser precedit per la publicació d'un llibre del mateix nom - el primer llibre oficial acreditat a la banda des de The Beatles Anthology (2000) - amb una introducció de Hanif Kureishi.. El llibre es va programar inicialment per al 31 d'agost de 2021 per coincidir amb el llançament inicial d'agost del documental, però finalment es va publicar el 12 d'octubre, per davant del documental. El documental també va ser precedit pel llançament d'un remix de l'àlbum Let It Be el 15 d'octubre.

## Recepció
Rotten Tomatoes va informar d'una qualificació d'aprovació del 93% basada en 86 revisions, amb una qualificació mitjana de 8,7/10. Els crítics de la pàgina web diuen: "Potser és massa per a alguns espectadors, però The Beatles: Get Back ofereix una mirada apassionadament immersiva al procés creatiu de la banda." Meta Metacritic va donar a la sèrie una puntuació mitjana de 85 de 100 basada en 28 crítiques, indicant "aclamació universal".
Rob Sheffield de Rolling Stone va elogiar la intimitat de la minisèrie i va lloar la qualitat de les imatges. Ed Cumming de The Independent va escriure que a través de la cobertura ampliada de Jackson, "qualsevol avaluació futura de la banda i els seus membres s’haurà de mesurar amb les persones que veiem aquí."
Owen Gleiberman, escrivint per a Variety, va dir que mentre la història "vagueja" i es "bloqueja" a la tercera part, és un retrat "addictiu" d'una banda "transcendent". Alexis Petridis de The Guardian va qualificar la sèrie de "sense sentit", i va dir que mentre tenia "moments fantàstics", eren massa pocs i molt distants. Escrivint a The Times, el biògraf dels Beatles Philip Norman va ser molt crític amb l'edició de les imatges i el to general de l'obra de Jackson, comentant que diversos "defectes molestos", incloent l'addicció a l'heroïna de Lennon i els problemes amb Ono, van ser ignorats.